# Joe Mauer
Pour les articles homonymes, voir Mauer.
Joseph Patrick Mauer (né le 19 avril 1983 à Saint-Paul, Minnesota, États-Unis) est un ancien joueur des Twins du Minnesota de la Ligue majeure de baseball qui a évolué au poste de premier but entre 2014 après avoir été receveur de 2004 et 2013. 
En 2006, il est le premier receveur à remporter le titre de meilleur frappeur de la Ligue américaine avec une moyenne au bâton de ,347. Il remporte à nouveau le championnat des frappeurs en 2008 et 2009 avec des moyennes de ,328 et ,365.
Il a remporté cinq Bâtons d'argent (2006, 2008, 2009, 2010, 2013) et trois Gants dorés (2008, 2009, 2010) en plus d'être nommé joueur par excellence de la Ligue américaine en 2009.

## Carrière collégiale
Joe Mauer a étudié à l'école secondaire Cretin-Derham Hall de Saint-Paul. Athlète complet, il joue dans les équipes de baseball, de football américain et de basket-ball de l'école secondaire. Pendant ses quatre années dans l'équipe de baseball, il n'est retiré qu'une seule fois sur trois prises en 222 apparitions au marbre et frappe avec une moyenne de ,605 lors de sa dernière année en 2001. Il établit un nouveau record national au niveau secondaire en frappant des circuits lors de 7 matchs consécutifs.
Avec l'équipe de football américain, il joue au poste de quarterback. En deux années comme titulaire du poste, il accumule 5528 yards et 73 touchdowns. Il mène son équipe à deux finales de championnat de l'État et remporte le titre lors de la saison 2000. Lors de cette saison, il complète 178 passes sur 288 tentatives pour 3022 yards et lance 41 touchdowns pour seulement 2 interceptions, ce qui lui vaut le titre de Joueur de l'année. Il signe une lettre d'intention pour rejoindre l'université d'État de Floride et son équipe de football américain après l'obtention de son diplôme. Pourtant, il refuse une bourse de l'université pour participer au repêchage des joueurs amateurs. Les Twins du Minnesota le choisissent en tant que premier choix du repêchage amateur de 2001. Il signe son premier contrat professionnel le 17 juillet 2001.

## Ligues mineures
Joe Mauer évolue en Ligues mineures lors de ses trois premières saisons professionnelles. En 2001 avec Elizabethton (Appalachian League), il frappe avec une moyenne de ,400 en 32 matchs (44 coups sûrs pour 110 présences) et retire 10 coureurs tentant de voler un but sur 31 tentatives (32 %). En 2002 avec les River Bandits de Quad City, il joue une saison complète de 110 matchs. Sa moyenne au bâton est de ,302 et il  retire 45 des 108 coureurs qui ont tenté de voler un but (42 %). En 2003, il partage sa saison entre Fort Myers (Florida State League) et New Britain (Eastern League). Il participe au match des étoiles des espoirs (All-Star Futures Game) organisé pendant le week-end du match des étoiles de la ligue majeure de baseball. Il confirme ses statistiques défensives, retirant 36  des 69 coureurs qui ont tenté de voler un but (52 %). En fin de saison, il termine 5e parmi tous les joueurs de ligues mineures pour le nombre de coups sûrs (172) et 11e pour la moyenne au bâton (,338), la meilleure moyenne de tous les receveurs.

## Ligue majeure

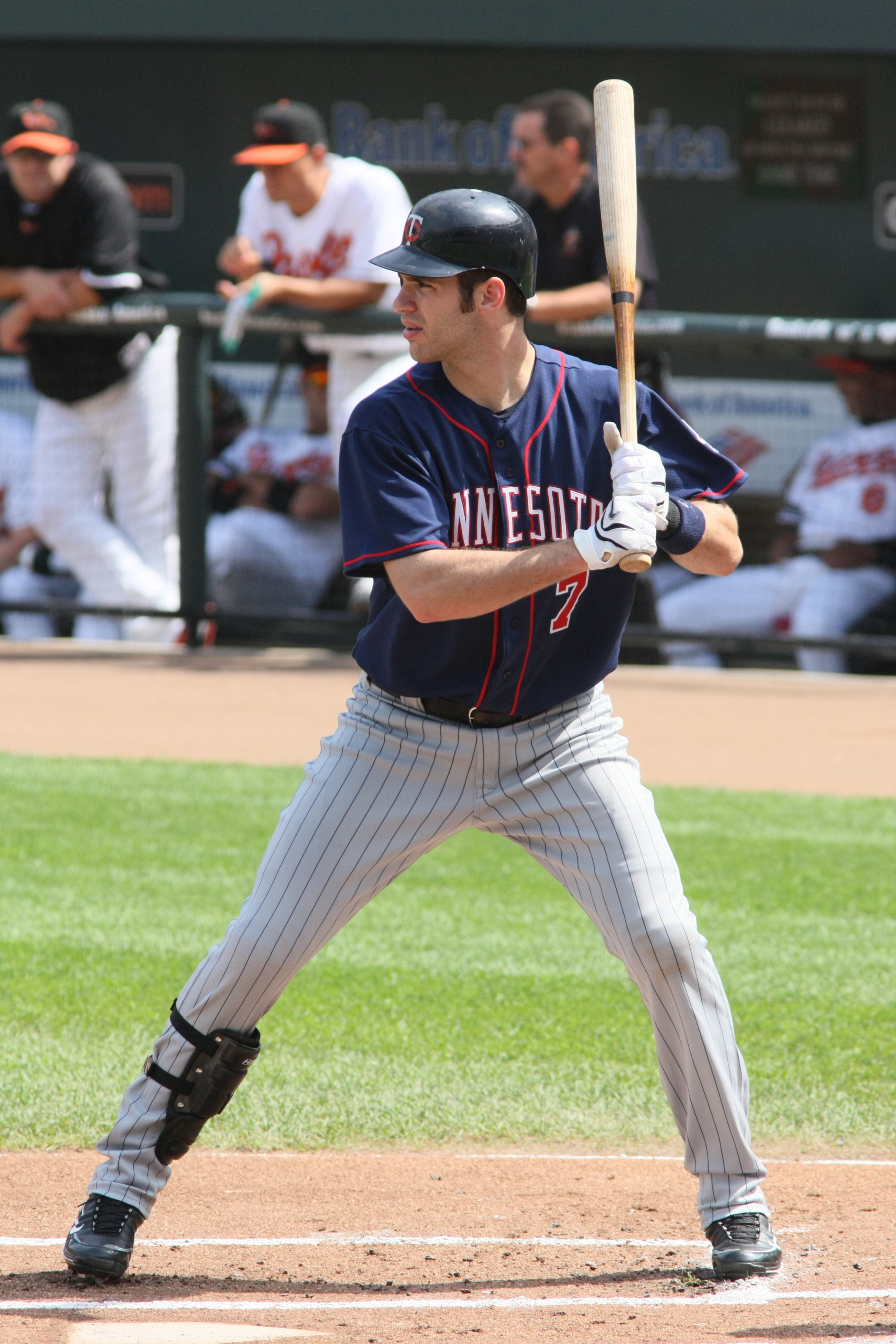
Joe Mauer au bâton pour les Twins en 2008.

### Saison 2004
Après le départ de A.J. Pierzynski pour les Giants de San Francisco pendant l'intersaison, les Twins font appel à Joe Mauer pour la saison 2004. Il débute en Ligue majeure le 5 avril lors du premier match de la saison des Twins et frappe ses deux premiers coups sûrs pendant ce match. Le lendemain, il sort du terrain avec une douleur au genou gauche et doit subir une opération d'ablation de cartilage au ménisque médial. Il commence sa convalescence à Fort Myers, puis à Rochester en Ligue internationale et revient dans l'alignement des Twins le 2 juin. Il frappe son premier coup de circuit le 6 juin contre les Tigers de Detroit et le 30 juin, il réussit deux circuits dans le même match contre les White Sox de Chicago. Le 19 juillet, il doit mettre un terme à sa saison en raison de douleurs au genou gauche.

### Saison 2005
Avant le début de la saison 2005, il signe un contrat d'une année avec les Twins le 4 mars. Pour sa première année complète en ligue majeure, il obtient 144 coups sûrs en 131 matchs et une moyenne au bâton de ,294. Il ne commet que 5 erreurs en près de 1000 manches au poste de receveur.

### Saison 2006
En 2006, les statistiques de Mauer progressent lors des trois premiers mois. En juin, il est nommé Joueur du mois avec une moyenne au bâton de ,452, 11 doubles, 14 points produits et 18 points. Avec Johan Santana (Lanceur du mois) et Francisco Liriano (Recrue du mois), c'est la première fois qu'une franchise remporte les trois récompenses mensuelles de la Ligue majeure. Le 2 juillet, il est sélectionné pour son premier match des étoiles à la suite des votes des joueurs. En fin de saison, il devance Derek Jeter et Robinson Cano pour le titre de champion de la moyenne au bâton grâce à un dernier match où il frappe 2 coups sûrs. Avec une moyenne de ,347, il devient le premier receveur de Ligue américaine à remporter ce titre et le premier receveur  de Ligue majeure à être couronné depuis Ernie Lombardi en 1942. Le 10 novembre, il remporte son premier trophée Silver Slugger, tout comme son coéquipier Justin Morneau.

### Saison 2007
Le 11 février 2007, Joe Mauer signe un contrat de quatre ans pour 33 millions de dollars avec les Twins. Le contrat lui assure une place au sein de l'équipe jusqu'en 2010, date de l'ouverture du nouveau stade des Twins.

### Saison 2008
En 2008, il remporte un second championnat des frappeurs avec une moyenne de ,328 et reçoit une deuxième invitation au match des étoiles.

### Saison 2009
Joueur étoile pour une 3e fois en 2009, il remporte un troisième championnat des frappeurs avec sa moyenne au bâton la plus élevée en carrière (,365). Il est également le meneur de la Ligue américaine pour la moyenne de présence sur les buts (,444) moyenne de puissance (,587). Après la saison, il reçoit son 2e Gant doré de suite pour son excellence en défensive à la position de receveur et son 3e Bâton d'argent pour ses performances offensives. Il est nommé joueur par excellence de la Ligue américaine pour la saison 2009. Il fut un choix presque unanime, récoltant 27 des 28 votes de première place pour devancer Mark Teixeira, Derek Jeter et Miguel Cabrera.

### Saison 2010
En mars 2010, Mauer signe une prolongation de contrat pour 8 ans avec les Twins, qui le lie à l'équipe des saisons 2011 à 2018. Le contrat d'une valeur de 184 millions de dollars est le plus lucratif accordé par la franchise, le quatrième plus lucratif jamais accordé à un joueur de la MLB, ainsi que le plus onéreux consenti à un receveur.
Il concède à Josh Hamilton, des Rangers du Texas, le titre de champion frappeur de l'Américaine lors de la saison 2010, mais termine tout de même troisième à ce chapitre en frappant pour ,327. Le déménagement des Twins dans leur nouveau stade, le Target Field, semble affecter Mauer, qui voit sa production de circuits chuter à 9, soit 19 longues balles de moins que l'année précédente, et sa moyenne de puissance passer de ,587 à ,469. Il produit tout de même 75 points durant la saison et reçoit sa quatrième invitation au match des étoiles, dont sa troisième de suite comme receveur de la formation partante de la Ligue américaine. Il remporte son troisième Gant doré comme meilleur joueur défensif à sa position et son quatrième Bâton d'argent du meilleur receveur offensif de l'Américaine.

### Saison 2011

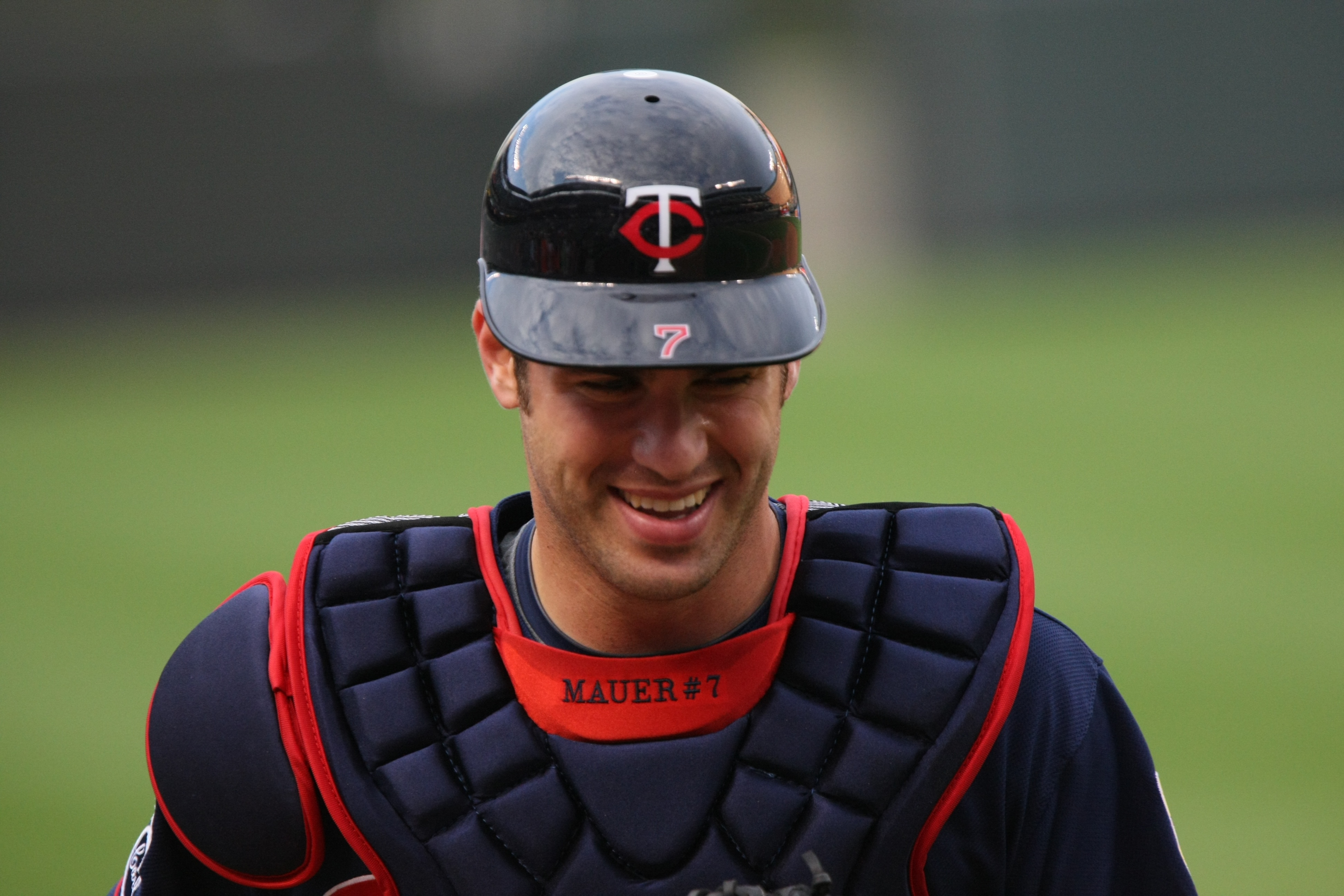
Joe Mauer ne joue que 52 parties comme receveur durant la saison 2011 des Twins.

Mauer subit après la saison 2010 une arthroscopie au genou gauche et son retour à la forme alimente les discussions une bonne partie de l'année 2011, entre autres parce que Mauer et les Twins sont parfois évasifs sur la nature de la blessure et la santé de leur joueur étoile. Le genou blessé est le même que celui qui avait nécessité une opération en 2004, alors que Mauer en était à son année recrue. Sa réhabilitation est lente et il ressent de la fatigue et de la faiblesse à sa jambe blessée. Il doit aussi recevoir des injections. Après avoir commencé la saison avec son équipe, il est placé sur la liste des blessés après 9 matchs et combat en plus une infection virale qui pourrait être, croit-on, reliée à sa blessure à la jambe. Il revient au jeu en juin, joue occasionnellement comme frappeur désigné et, le 7 juillet, amorce un premier match comme joueur de premier but. En août, il rate 6 matchs pour des douleurs à la nuque et en septembre, il est encore retiré de l'alignement des Twins, cette fois en raison d'une infection respiratoire.
Pendant que l'autre vedette des Twins Justin Morneau ne dispute que 81 matchs en 2011 à cause de blessures et des symptômes reliés à une commotion cérébrale, Joe Mauer ne joue que 82 des 162 matchs des siens. Il frappe tout de même pour ,287 durant la campagne avec 30 points produits, mais seulement 3 circuits. Il ne joue que 52 parties comme receveur, passe 18 matchs au premier but et est inséré 14 fois dans l'alignement comme frappeur désigné.

### Saison 2012
En 2012, Mauer joue 74 fois au poste de receveur, 30 fois au premier but et 42 fois comme frappeur désigné. Disputant 147 matchs au total, il mène la Ligue américaine avec une moyenne de présence sur les buts de ,416. Il mène les Twins pour la moyenne au bâton (,319) et les coups sûrs (174). Il réussit 31 doubles, 4 triples et 10 circuits, ajoutant 85 points produits et 81 points marqués. Il participe à nouveau au match des étoiles.

### Saison 2013
En 2013, Mauer dispute encore une fois la plupart de ses matchs derrière le marbre et revêt 75 fois l'uniforme du receveur. Il est inscrit dans l'alignement comme frappeur désigné à 29 reprises mais en revanche ne prend que 8 fois la position de joueur de premier but. Il honore sa 6e sélection au match des étoiles et remporte un 5e Bâton d'argent comme meilleur receveur offensif de la Ligue américaine. Avec une moyenne au bâton de ,324 il prend le 3e rang des majeures et le second de l'Américaine, laissant le championnat des frappeurs à Miguel Cabrera des Tigers de Détroit. Sa moyenne de présence sur les buts de ,404 est la 3e meilleure de l'Américaine derrière Cabrera et Mike Trout. En 113 parties au total, Mauer récolte 144 coups sûrs, dont 35 doubles et 11 circuits, produit 47 points et en marque 62.
Après la saison 2013, Joe Mauer détient la moyenne au bâton (,323) la plus élevée parmi les joueurs actifs en MLB. Les Twins annoncent en novembre 2013 que Mauer ne jouera plus comme receveur à partir de 2014 et sera muté au premier but, un poste laissé vacant par l'échange quelques mois plus tôt de Justin Morneau aux Pirates de Pittsburgh.